# 음성

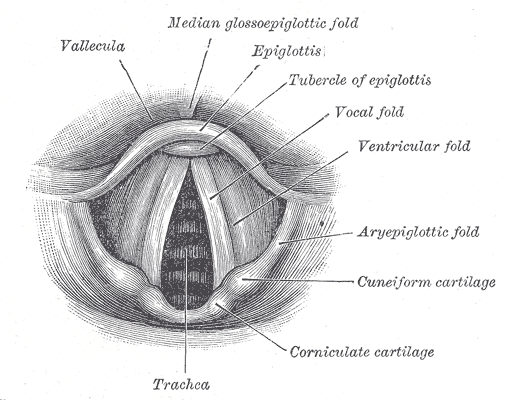
성대의 구조

음성(音聲)은 사람이 발성 기관을 통해서 내는 소리를 뜻한다. 목소리라고도 한다. 사람이 말하거나, 웃거나, 울거나, 노래할 때 내는 소리들이 모두 음성에 해당한다. 목소리는 여론이나 의견의 의미로 사용되기도 한다.

## 성질
목소리는 음파이기 때문에 크기와 높이가 있다. 크기는 성대의 진폭에 의해, 높이는 진동수에 의해 정해진다.
진폭을 지배하는 것은 호기압으로, 보통 호기할 때의 기관 내압은 5mm 수주(水柱, mH2O) 정도인데, 보통 말소리 정도의 목소리를 낼 때는 그 2~4배로 상승하고, 격앙된 큰 목소리를 낼 때는 때로 400mm 수주가 될 때도 있다.

### 요인
진동수를 지배하는 요인은 세 가지가 있다. 첫째는 성대의 긴장도로, 강하게 당기면 높은 소리가 된다. 성대근·반지방패근 등이 여기에 관계한다. 둘째는 성대의 길이인데, 한국 성인의 평균 길이는 남자 13mm, 여자 10mm라고 하며, 여자가 상대적으로 진동수가 많게 된다. 소아기에는 길이에 남녀 성별에 차이가 없으나 사춘기가 되면 남성 호르몬의 작용으로 남성의 경우 길어지는 것 외에 반지방패근의 긴장도가 내려가기 때문에 높이가 거의 1옥타브 낮아져 변성 현상이 일어난다. 셋째는 호기압으로서, 이것이 높아지면 진폭만이 아니라 진동수도 많아진다. 
같은 크기로 같은 높이의 소리를 내어도 사람에 따라 느낌이 다른 소리로 들릴 때 이것을 음색의 차이라고 한다. 이것은 주로 비강·구강·인두·부(副)비강 등의 모양의 미묘한 차이 때문에 발생한다. 그리고 신체 전체의 크기나 형태도 부차적 공명체로서 음색 발생에 관련이 있다. 감기에 걸리면 콧소리가 나는 것은 부비강으로 통하는 연락 통로가 분비물로 폐쇄되어 공명을 일으키지 못하기 때문이다. 부비강은 여섯 군데에 있는 골성 공간으로, 모두 가늘고 작은 구멍으로 비강과 연락하고 있다.

## 발성
음성을 만들어 내는 기관은 성대이다. 사람은 일반적으로 목의 기관지와 연결되어 있는 성대의 진동을 이용하여 소리를 낸다. 그러나 음성 중에는 콧소리와 같이 성대를 이용하지 않고 내는 소리도 있다.

## 음성 언어
사람이 성대를 이용하여 내는 소리를 이용하여 의사소통하는 언어를 음성 언어라 한다.

## 음성학
음성의 종류와 특징, 발성 방법등을 연구하는 학문을 음성학이라 한다. 음성 언어의 기반을 다루는 학문으로서 홀소리와 닿소리의 발성이 주요 연구 범주에 속한다. 언어마다 발성에 쓰이는 방식이 서로 달라 어떤 언어에 있는 닿소리나 홀소리가 다른 언어로는 정확히 표현할 수 없는 경우도 있다.

## 화법
음성에 의한 의사소통에는 전달하고자 하는 말과 함께 말하는 방식이 의미 전달에 큰 영향을 미친다. 예를 들어 "잘한다"와 같은 말은 보통 칭찬의 의미이나 말하는 방식에 따라 비아냥이나 비난의 의미로 전달될 수도 있다. 화법은 말하는 방식에 대해 연구하는 언어학의 한 분야이다.

## 같이 보기
- 음향음성학
- 조음 방법
- 준언어
- 음성학
- 화자 인식
- 음성 합성
- 사춘기
- 청음과 탁음